# Mariedalsån (naturreservat)
Mariedalsån är ett naturreservat i Götene kommun i Västra Götalands län.
Området är naturskyddat sedan 2015 och är 26 hektar stort. Reservatet omfattar en sträcka av ravinen bildad av Mariedalsån.  Reservatet består av urskogsartad lövblandskog.